# 光をあつめて (藤巻亮太の曲)
「光をあつめて」（ひかりをあつめて）は、日本のロックバンド・レミオロメンのボーカル、藤巻亮太の1枚目のソロ・シングル。2012年2月29日にOORONG RECORDSよりリリースされた。

## 収録曲
作詞・作曲：藤巻亮太
1. 光をあつめて
2. ひとりぼっち
3. キャッチ&ボール (Live Version)
2011年12月23日に国立代々木競技場第一体育館で行われたライブイベント「LAWSON presents MUSIC FOR ALL, ALL FOR ONE supported by スカパー!」から収録